# 4397 Джалопез
4397 Джалопез (4397 Jalopez) — астероїд головного поясу, відкритий 9 травня 1981 року.
Тіссеранів параметр щодо Юпітера — 3,569.